# Gendernyelvészet
„Gendernyelvészetnek az alkalmazott nyelvtudománynak azt az ágát nevezzük, amely a férfiak és a nők nyelvhasználatának a biológiai nem (szexus) és a társadalmi nem (társadalmi nemek tudománya) által létrejött különbözőségét teszi meg kutatása tárgyául.”

## Élettani különbségek
A nők és a férfiak között vannak különbségek. Ezek azonban kevésbé jelentősek, mint a két csoporton belüli egyéni különbségek. A nők és a férfiak genetikai állománya eltérő: a nők 23. kromoszómapárja XX, a férfiaké XY kromoszómákból áll. Ez a genetikai eltérés vezet a csecsemők másodlagos nemi jellegzetességeinek: a testszőrzet, a nemekre jellemző testfelépítés, a hang stb. kialakulásához. A másodlagos nemi jellegzetességek az első találkozáskor segítenek a személy biológiai nemének, azaz szexusának felismerésében. Természetesen ez nem mindig lehetséges. Bizonyos betegségek eredményezhetnek olyan megjelenést, amely alapján nem állapítható meg biztosan a személy biológiai neme. Emellett az öltözködés, hajviselet, és smink is elrejtheti a másodlagos nemi jellegeket.
Az eltérő genetikai állomány az agyban is kimutatható különbségeket eredményez. A nőknél a két agyféltekét összekötő kéregtest vastagabb. A kéregtesten keresztülfutó idegpályák keresztmetszete nagyobb, a rostok dúsabbak, több idegsejtet tartalmaznak. Ez élénkebb kapcsolatot eredményez a két agyfélteke között. Mivel a kognitív feladatok, így a beszéd során is, mindkét agyfélteke aktív, a közöttük lévő élénkebb kapcsolat előnyös lehet. Az ebből adódó eltérések a nők és férfiak verbális teljesítményében azonban csekélyek. A különbségekért döntően az eltérő szocializáció felel.
A társadalmi nem vagy gender a biológiai nemre ráépülő viselkedésmód, a társadalom által elvárt szereprepertoár. Ezt a gyermekek a szocializáció során sajátítják el. A nemi szerepekre nevelés már csecsemőkorban elkezdődik a kisbabák nemének színek alapján való megkülönböztetésével. A lány babákat sokszor rózsaszín, a fiúkat pedig kék ruhákba öltöztetik. A gyermekeknek adott játékokban is meglátszik ez a szocializációs törekvés. A lány gyermekeknek sokszor adnak babát, a fiúknak pedig játékautót vagy fegyvert. A szülői figyelmeztetések nemek szerinti megoszlása is megfigyelhető: a fiúkat arra sarkallják, hogy ne sírjanak, üssenek vissza, legyenek bátrak. A lányokat pedig, hogy mosolyogjanak, viselkedjenek szépen, ne verekedjenek. A társadalmi nemekhez tartozó szereprepertoár egyes társadalmakban jelentős eltérést mutat. Emellett ugyanazon társadalmon belül is változik az idő múlásával.
A nők és a férfiak észlelésében is kimutathatóak különbségek. Kutatások bizonyítják, hogy a nők ízlelése, szaglása és tapintása megbízhatóbb a férfiakénál. A férfiak pedig a látás tekintetében értek el jobb eredményeket. A nők és férfiak fizikuma is különbözik. A férfiak jelentősebb izomtömeggel rendelkeznek, mint a nők, így a munkában, sportban nagyobb erőkifejtésre képesek. A férfiak jobbak a nagyobb térben végzett mozgásokban, míg a nők a közvetlen, kisebb térben megoldandó feladatokban.

## Nyelvi különbségek
Sok sztereotípia fűződik a nők és a férfiak nyelvhasználatához. Régebben a női beszéddel kapcsolatos vélekedés inkább negatív, mint pozitív volt. A nők beszédét közönségesnek, pletykával telinek, romlottnak, logikátlannak, üresnek, eufemisztikusnak, fogyatékosnak tartották. De emellett kulturáltabbnak, elegánsabbnak, és kevésbé trágárnak, mint a férfiakét. Napjainkban elterjedt vélekedés, amelyet számos népszerű kiadvány is alátámasztani igyekszik, hogy a nők nyelvi képessége magasan túlszárnyalja a férfiakét. Sok népszerű kiadvány a korábbi kutatásokkal ellentétben a férfiak nyelvhasználati hiányosságairól beszél, és a nőket mint a társalgás nagymestereit állítja elénk. Jó példa erre Allan Pease és Barbara Pease műve, a Miért nem képesek többfelé figyelni a férfiak, és miért nem tudnak eligazodni a térképen a nők? című bestseller. A könyv hátoldalán olvasható kérdések a nők és férfiak viselkedésével kapcsolatos leggyakoribb sztereotípiákat sorolják fel, például, hogy a nők nem tudnak parkolni, a férfiak pedig keveset beszélnek. Ezek a sztereotípiák nem feltétlenül igazak, sokukat tudományos vizsgálatok cáfolták. Például egy 1978-as amerikai nyelvészek által készített vizsgálat alapján, amely abból állt, hogy felvettek egy konferenciát, az derül ki, hogy az ülés alatt a férfiak többször szólaltak fel és hosszabban is beszéltek, mint a nők. Több kutatás a hatalommal hozza kapcsolatba a beszédet: a hatalmi pozícióban lévő fél többet beszél, míg az alárendelt hallgat.
A kutatások azt bizonyítják, hogy a nők valóban jobb nyelvi képességekkel rendelkeznek, mint a férfiak. A különbség azonban nem olyan nagy, mint ahogy azt a közvélekedés feltételezi.

### Beszéd
A női és a férfi beszédhang magasságát a biológiai nem határozza meg. Azonban a társadalmi nemből következik, hogy egyes nyelvek beszélőinek alaphangmagassága jelentősen eltér egymástól. A fiúk és lányok hangszalagjának mérete eltérő. Ezt a különbséget a nemi hormonok, főképp a tesztoszteron eredményezi. Ennek következtében a nők zöngéjének alaprezgése 150-300 Hz, a férfiaké pedig 100-200 Hz közötti tartományba esik. A két rezgéstartomány között átfedés van. Ezért nem mindig állapítható meg biztosan egy telefonbeszélgetés során a beszélő neme.

### Fonológia
Vannak nyelvek, amelyekben a nők és férfiak beszédében rendszerszerű fonológiai eltérést tapasztalhatunk. Huszár Ágnes többek között a kairói arab nyelvet hozza példának. A női és férfi változat abban különbözik, hogy azokban a fonetikai helyzetekben, ahol a férfiak t-t, és d-t ejtenek, a nők ty és gy hangot használnak.

### Alaktan
Bizonyos nyelvekben a főneveket grammatikai nem szerint csoportosítják. A főnevek így lehetnek nőneműek vagy hímneműek. Ez a besorolás általában nincs szoros kapcsolatban a jelölt tárgy, élőlény biológiai nemével. A magyar nyelvben nincs grammatikai nem, de más módon kifejezhető a főnév neme, például különböző utótagok segítségével.

### Szintaktika
Kevés példa van olyan szintaktikai szerkezetekre, amelyeket vagy csak nők vagy csak férfiak használnak. A japán társadalomban a nők és férfiak szigorú elkülönülése miatt alakulhatott ki ilyen mondattani eltérés. Korábban a nők számára tilos volt a direkt felszólító módú igealak használata a férfiakkal szemben. Napjainkban a japán nők is az eredetileg csak a férfiakra vonatkozó szabályokat követik. A női-férfi nyelvi különbség kezd eltűnni. A nyugati társadalmakban nagyon kevés mondattani különbségről tudunk. Robin Lakoff a női és férfi nyelvhasználat különbségeiről írt tanulmányaiban megállapította, hogy a nők gyakrabban használják a visszakérdezést. A későbbi kutatások azonban azt mutatják, hogy a gyakori visszakérdezés nem a női nyelvhasználatra, hanem a bizonytalan viselkedésmódra jellemző.

### Lexika
A női és férfi nyelvhasználat különbségei megjelenhetnek lexikai szinten is. Bizonyos kultúrákban a nők a férfiak szókincsének egy részét nem használhatták. A verbális tabuk körébe tartozik például, hogy a karibi nők nem szólíthatták a férfiakat nevükön és nem használhattak a harcra vonatkozó szavakat. Japánban ezzel szemben egy sajátos női szókészlet alakult ki a 19-20. századra. Ennek alapja a 12-16. század körül kialakult, csak az udvarhölgyek által használt több száz szavas szókészlet, valamint az úrinők és a kurtizánok saját szókincse. A nyugati társadalmakban az utóbbi kétszáz évben váltak tabuvá a trágár szavak a nők számára. Az 1940-es években végzett vizsgálatok ezt igazolják. A későbbi kutatások azonban azt mutatják, hogy napjainkban már csekély különbség mutatkozik a nemek között a trágár szavak használatának gyakoriságában. Lakoff a hetvenes években három olyan lexikai csoportot említ, amelyet véleménye szerint kizárólag, vagy többnyire nők használnak: 
1. finom megkülönböztetésre alkalmas színnevek (mályva, bézs);
2. kedveskedő megszólítások, melléknevek (szivi, édi, tündi, aranyoskám);
3. töltelékszavak, nyomatékosító elemek (egy ilyen, hogy úgy mondjam).

Ezek a megállapítások a kortárs női szerepre azonban nem igazolhatók.

### Szövegalkotás
A szövegalkotás tekintetében is találkozhatunk nemi alapú korlátozásokkal, amelyek többsége a női nyelvhasználókra vonatkozik. Jó példa erre, hogy a vallásos zsidó közösségben a pészachi szédereste rítusát az apa, vagy a jelenlevők közül kiválasztott tekintélyes férfi vezeti. Bár az iszlám kultúrában is inkább a nőket korlátozzák a megszorítások, de akadnak csak rájuk jellemző szövegtípusok is. Ilyenek például a hősöket megéneklő, megsirató versek, gyászdalok. A nyugati társadalmakban alig találunk hasonló példákat. Kivételt képeznek a katolikus papok által használt szövegek. De az, hogy nem elterjedt a szövegtípusok nemek szerinti korlátozása, nem jelenti azt, hogy a nők és férfiak egyenlő mértékben férnek hozzá bizonyos szövegtípusokhoz. Például még napjainkban is viszonylag kevés nőt látni politikai, vagy gazdasági tévéműsorok vezetőjeként.

## Biologisztikus és szocializációs magyarázatok
Az esszencialista felfogás szerint a nők és a férfiak lényegük szerint változatlanok. A viselkedésük különbségei pedig a veleszületett lényegükből adódnak. Az esszencialista felfogás modernebb változatának biologisztikus érvelése szerint a különbséget a nemi hormonok és az eltérő testfelépítés okozza. Eszerint az elmélet szerint a nők viselkedését az anyai hivatás, a férfiakét pedig a vadászösztön determinálja. Az elmélet képviselői a nők feladatának a gyermekszülést, a családtagok gondozását, otthonteremtést véli. A férfiakénak pedig a közélet és politika alakítását, valamint tudományos és művészeti alkotások létrehozását. A kreacionista felfogás szerint a Teremtő osztotta el a feladatokat a két nem között, és ők most eszerint viselkednek. A nőietlen és férfiatlan viselkedéssel pedig bűnt követnek el. Ezzel a felfogással a vallási fundamentalista nézetrendszerekben találkozhatunk.
A szocializációs nézetrendszerek alapján a nemspecifikus viselkedés gyermekkorban, az elsődleges szocializáció során alakul ki. A huszadik század első felének antropológiájából terjedt át ez a nézet a pszichológia és a pedagógia területére. Kutatások igazolták, hogy csupán a szocializáció nem tehető felelőssé a nemspecifikus viselkedés kialakulásáért.
A konstruktivista nézetrendszer követői szerint a nemi szerepek nem előre adottak, hanem magában az interakcióban jönnek létre. A gendert olyannak vélik, amely az egyén társadalmi cselekedetei során jön létre. Így nem csak időben és térben, de az egyes élethelyzetekben is változhat.

## Kommunikációs modellek

### Deficithipotézis
A deficithipotézis a női nyelvhasználatot a férfi normától való eltérésként definiálja. A nők nyelvhasználata a férfiakéhoz képest töredékes. Nem birtokolják a nyelvi rendszer tökéletes egészét, csak egy töredékét, és ezt is rosszul, nem hatékonyan használják. A férfiak vannak a hatalom birtokában, a nők nem, és a nyelvhasználatuk is ezt tükrözi. Ez a gondolat a férfiak szemszögéből dominanciaelméletnek, míg a nőkéből deficithipotézisnek nevezhető. A szociális tanulás elméletének követői szerint ez az egyenlőtlenség a társadalomban alakul ki. Ez mutatkozik meg az eltérő kommunikációban is.

### Dominanciaelmélet
A feminista nyelvkritika képviselői a huszadik század végén a dominanciaelmélet keretein belül próbáltak a nyelvi egyenjogúságra törekedni. Követeléseik közt szerepelt a férfira utaló lexikai egységek női párjának kidolgozása és következetes használata. A dominanciaelmélet lényege azonos a deficithipotézisével, a különbség a nézőpontban van. A dominanciaelmélet a férfiak szemszögéből értelmezi a nyelvi különbségeket. Egyes kutatások szerint vegyes társalgásokban a férfiak domináns félként viselkednek, és gyakran élnek a nyelvi agresszióval (például mások szavába vágnak, viccelődnek a nőkkel), hogy ezt a pozíciójukat megtartsák. A nők pedig szelíden tűrik a hatalom nélküli pozíciót.

### Differenciahipotézis
A differenciahipotézis nem tételez fel értékbeli különbséget a nemek beszédmódja között. A nők és férfiak által preferált stílust két különböző kultúra eltérő kommunikációs szokásaiként hasonlítja össze. A két különböző kódot, beszédstílust a gyermekek szocializációjuk során a környezetüktől sajátítják el. A felfogás legismertebb képviselője Deborah Tannen.

### (De)konstrukciós modellek
Ezek a modellek a társadalmi nem fogalmát nem az egyénnel veleszületett vagy a szocializáció során elsajátítandó szereprepertoárként definiálják. A dinamikus felfogás a társadalmi nemet a kommunikáció folyamán létrejövőként értelmezi. Ezek a modellek a konstruktivista nézetrendszerhez illeszthetők.

## Ismertebb kutatók
- Jane Sunderland

## Gyűjteményes kötetek
- Barát Erzsébet – Sándor Klára (szerk.) (2007): A nő helye a magyar nyelvhasználatban. Jatepress, Szeged
- Bodnár Ildikó (2008): Sokszínű nyelvészet „Női szóval – női szemmel”. Genderkutatás a nyelvészetben és az irodalomban. Miskolci Egyetem, Miskolc
- Kegyes Erika – Huszár Ágnes (Hrsg.) (2008): Genderbilder aus Ungarn. Ergebnisse der ungarischen Genderforschung. Verlag Dr. Kovač, Hamburg
- Kegyesné Szekeres Erika – Simigné Fenyő Sarolta (szerk.) (2006): Sokszínű nyelvészet. Alkalmazott nyelvészeti genderkutatás. Miskolci Egyetem, Miskolc
- Juhász Valéria – Kegyesné Szekeres Erika (szerk.) (2011): Társadalmi nem és nyelvhasználat. Szegedi Egyetemi Kiadó, Szeged